# Okręty desantowe projektu 1171
Okręty desantowe projektu 1171 (kod projektu: Tapir, w kodzie NATO: Alligator) – typ radzieckich okrętów desantowych z okresu zimnej wojny, używanych głównie przez marynarkę ZSRR, a następnie Rosji. Zbudowano 14 jednostek czterech podtypów. Klasyfikowane były jako duże okręty desantowe (BDK – Bolszoj Diesantnyj Korabl).

## Historia

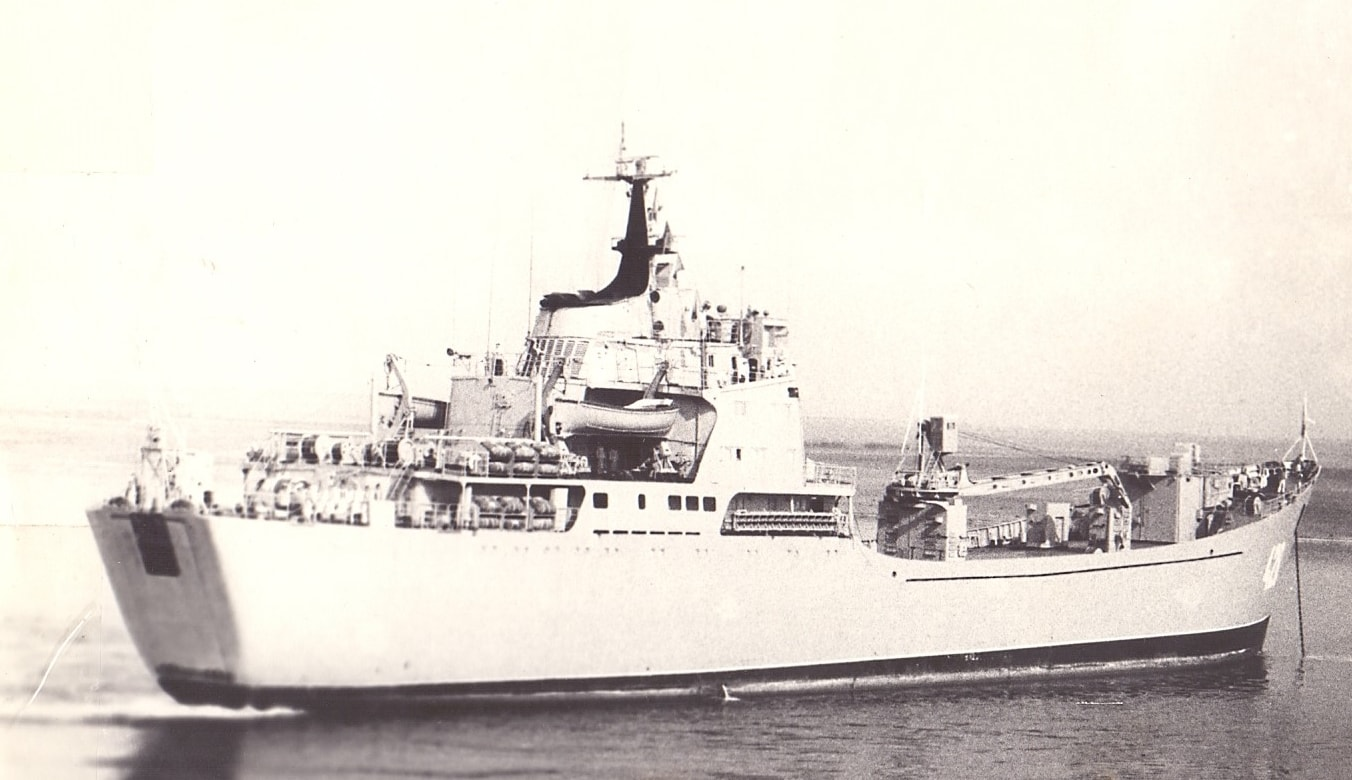
Okręt proj. 1171/III „Ilja Azarow” od rufy

Na przełomie lat 50. i 60. XX wieku Marynarka Wojenna ZSRR rozpoczęła budowę morskich sił desantowych, opartych początkowo na średnich i małych okrętach desantowych, budowanych w ZSRR i Polsce (projektu 770). Pierwszymi dużymi okrętami desantowymi, mającymi większe możliwości przewozowe i umożliwiającymi działania oceaniczne, była seria 14 okrętów projektu 1171. Ich projektowanie zostało rozpoczęte w biurze konstrukcyjnym CKB-50, a w 1963 roku przekazane do CKB-17, późniejszego Newskiego Biura Konstrukcyjnego. Bazą do ich skonstruowania był projekt cywilnego drobnicowca, dlatego wykazywały podobieństwo architektury i konstrukcji do statków handlowych. Służyły do transportu i wysadzania desantu na nieprzygotowanym brzegu i mogły również służyć jako okręty transportowe, do przewozu wojska i sprzętu. 
Całą serię 14 okrętów zbudowano w stoczni Jantar w Królewcu. Stępkę pod budowę pierwszej jednostki „Woroneżskij komsomolec” położono 5 lutego 1964 roku, a ostatniej w 1974 roku; wchodziły one do służby w latach 1968–1975. Pierwsze cztery należały do I serii (oznaczanej 1171/I), dwa do II serii, sześć do III serii i dwa ostatnie do IV serii. Druga seria różniła się przede wszystkim zmniejszeniem liczby żurawi pokładowych z trzech do jednego, trzecia seria – dodaniem artyleryjskich wyrzutni rakietowych i czwarta seria – dodaniem działek przeciwlotniczych.

## Opis

### Konstrukcja

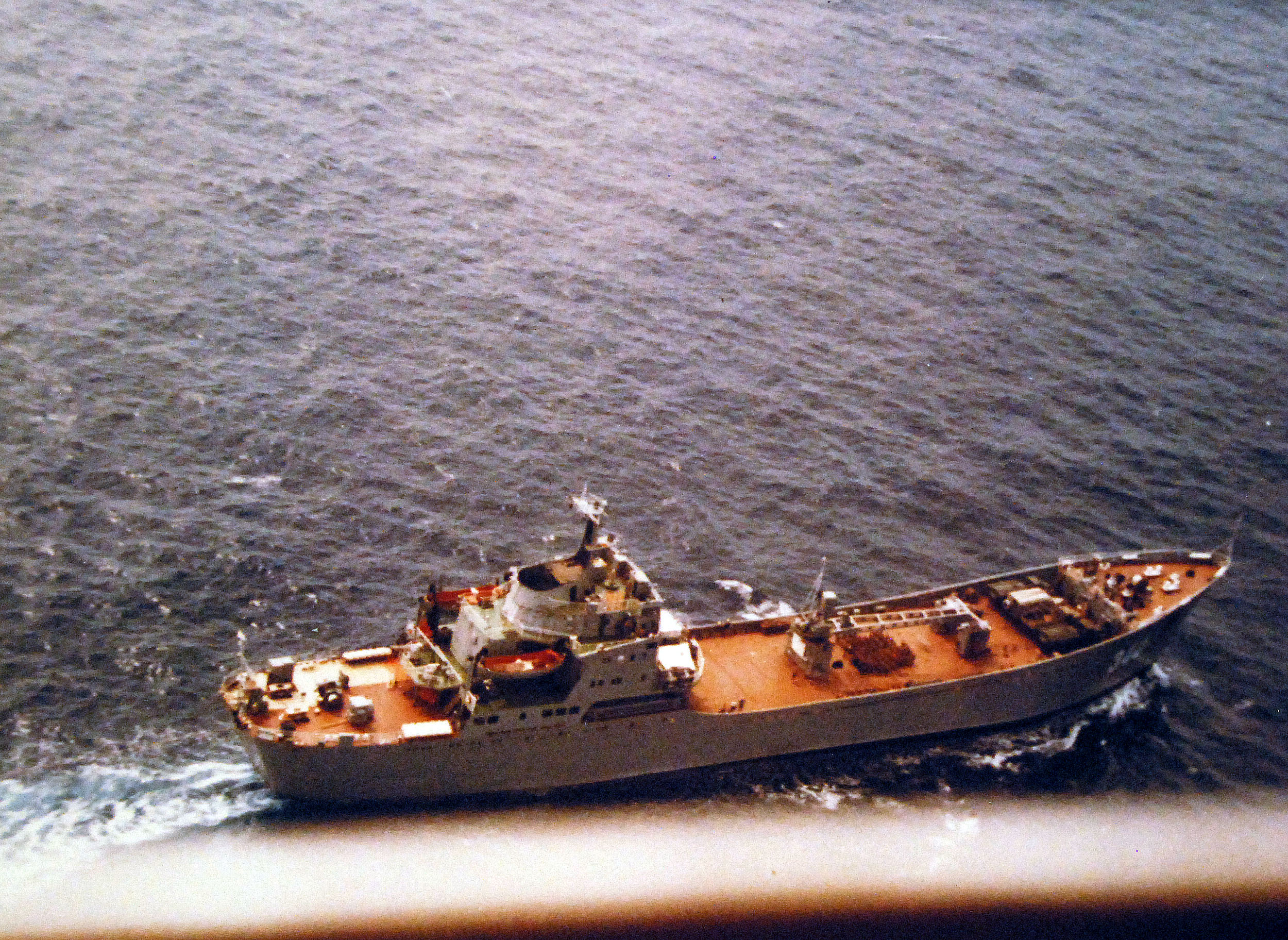
Okręt proj. 1171/III lub IV od góry

Architektura jednostek jest typowa dla statków, z maszynownią i nadbudówką nad nią w części rufowej i wysokim dziobem, dzięki czemu miały one dobrą dzielność morską. Konsekwencją skonstruowania według norm dla statków była z drugiej strony gorsza od wyspecjalizowanych okrętów niezatapialność. Nadbudówka była pięciopiętrowa, o opływowym kształcie (typowym dla statków tego okresu). Okręty miały dwa ciągłe pokłady: ładunkowy i górny. Pod nadbudówką znajdowała się pochylnia komunikacyjna między pokładami, o nośności 12 ton. Kadłub dzielił się poprzecznymi grodziami wodoszczelnymi na siedem przedziałów, przy czym na poziomie pokładu ładunkowego grodzie miały duże wycięcia, umożliwiające przemieszczanie pojazdów, zamykane drzwiami. W dziobnicy znajduje się furta ładunkowa, zakryta drzwiami, z opuszczaną rampą główną o nośności 50 ton, służącą do wyładunku sprzętu przy brzegu. Na jej końcu była rampa dodatkowa o nośności 12 ton. Mniejsza rampa do załadunku z nabrzeża znajdowała się również w rufie. W górnym pokładzie były luki ładowni – w pierwszej i drugiej serii cztery (trzy przed nadbudówką i jeden za nią), a w trzeciej i czwartej serii dwa przed nadbudówką, inaczej rozmieszczone. Okręty wyróżniały się posiadaniem charakterystycznego żurawia przeładunkowego na śródokręciu, typowego dla jednostek cywilnych, obsługującego ładownie oraz ładunki pokładowe, o udźwigu 7,5 ton – a pierwsza seria była dodatkowo wyposażona w dwa żurawie o udźwigu 5 ton na dziobie i rufie. Okręty wyposażone też były w kotwicę na rufie, służącą do ściągania z brzegu po desantowaniu.

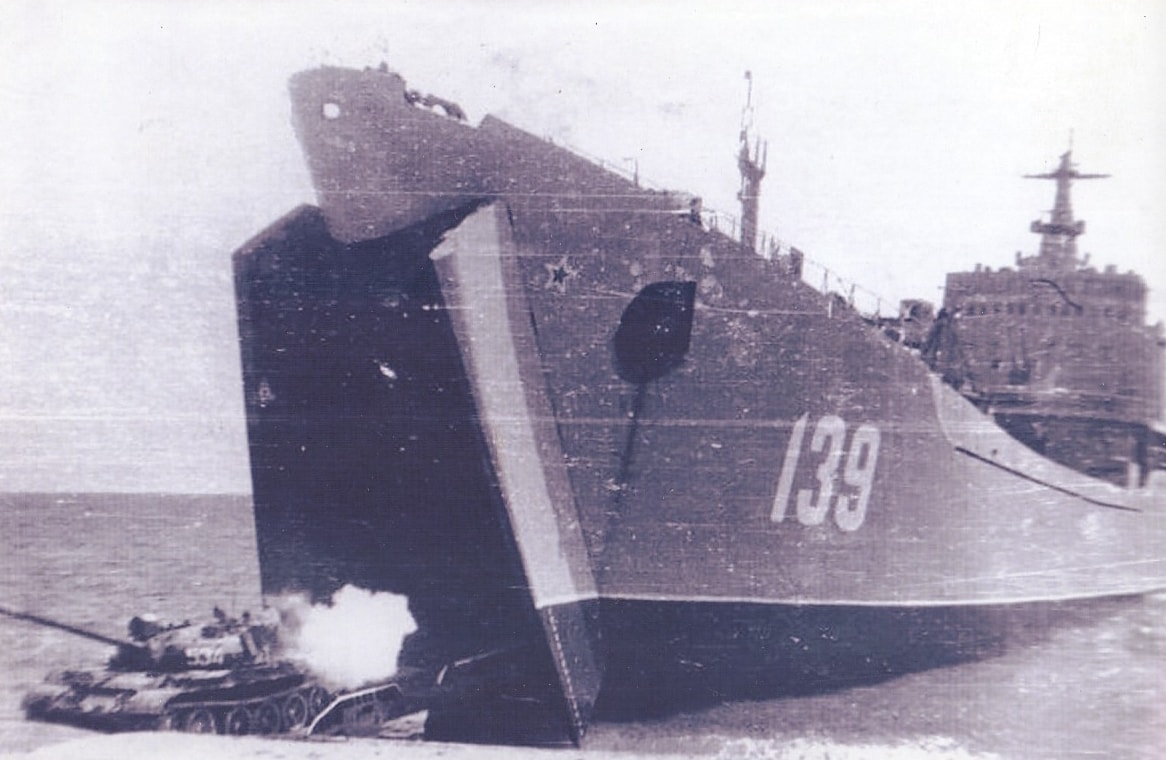
Wyładunek czołgów z okrętu proj. 1171/III „Ilja Azarow”

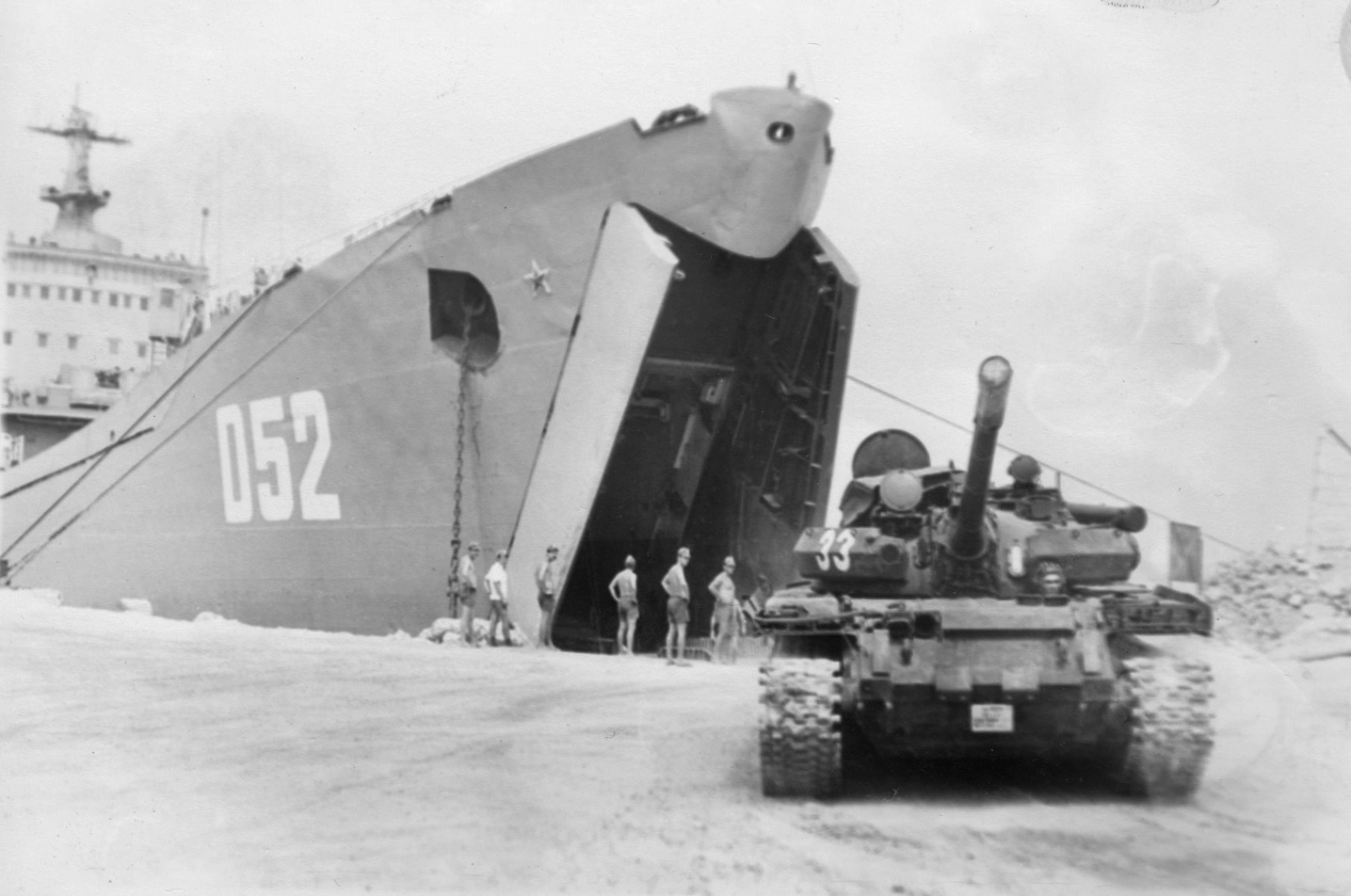
Wyładunek czołgów z okrętu proj. 1171

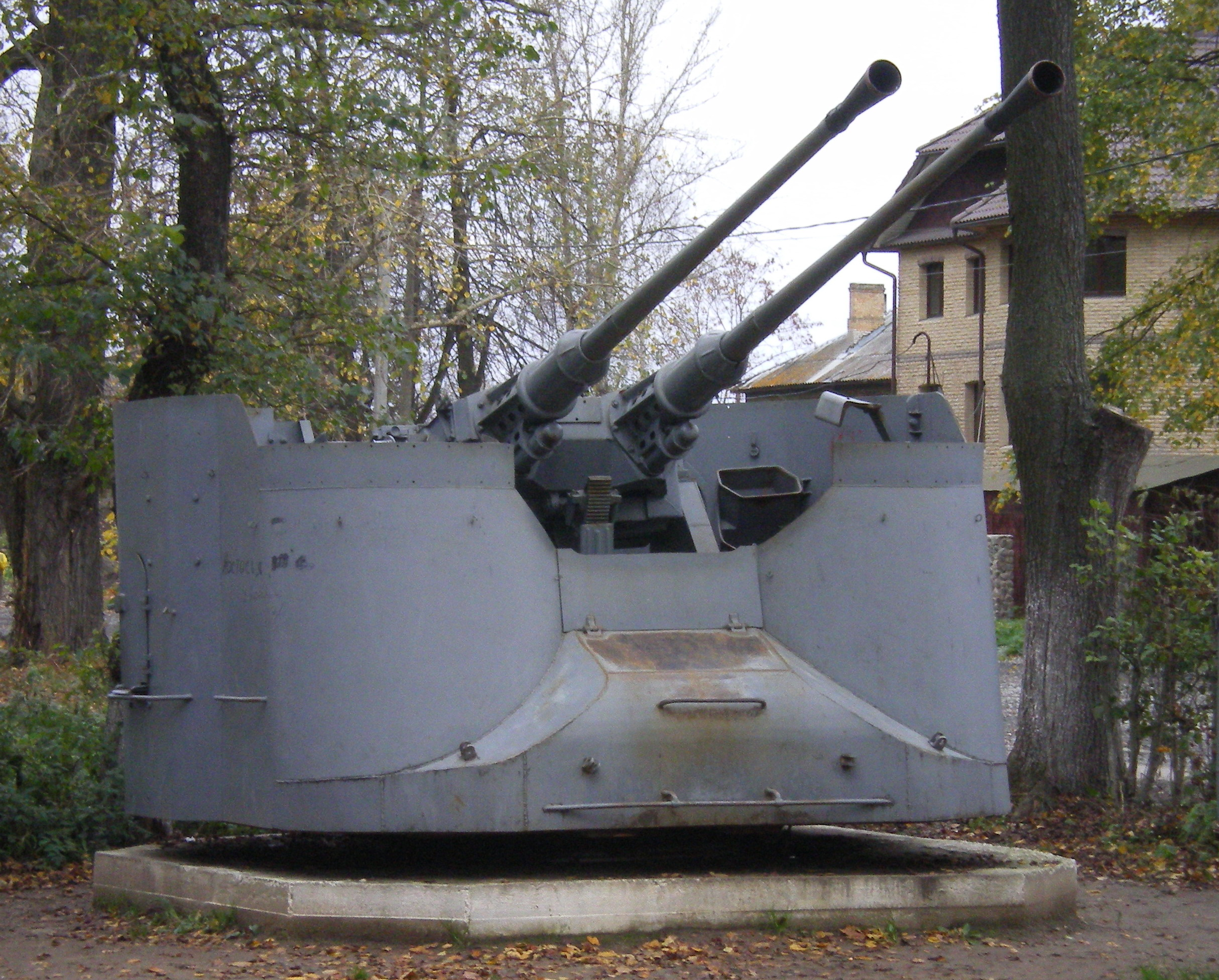
57 mm armaty ZIF-31B w muzeum w Szlisselburgu

Okręty mogą transportować do 22 czołgów podstawowych i 25 transporterów opancerzonych albo 50 transporterów opancerzonych albo 52 ciężarówki. Ponadto mogły przewozić 313 żołnierzy (seria I i II) lub 400 żołnierzy (seria III i IV). Ogólna powierzchnia ładunkowa wynosi 1195 m², z tego 790 m² w ładowniach i 405 m² na pokładzie górnym. Maksymalna masa ładunku wynosi 3750 ton. Załoga wynosiła początkowo 55 osób, w tym 5 oficerów. Według innego źródła (z 2015 roku) załoga liczyła 69 osób (w tym 5 oficerów). Autonomiczność jednostki wynosi 15 dni lub 20 dni w serii III i IV.
Wyporność okrętu niezaładowanego wynosi 2000 ton, standardowa 2905 ton, a pełna – 4360 ton. Długość całkowita wynosi 113 m, a na linii wodnej 105 m, szerokość wynosi 15,6 m, a zanurzenie maksymalne 4,5 m.
Napęd okrętów stanowią dwa silniki wysokoprężne o mocy łącznej 9000 KM typu M-58A (proj. 1171/I i II), M-58A-3 (proj. 1171/III) lub M-58A-4 (proj. 1171/IV). Maszynownia umieszczona była pod pokładem ładunkowym. Silniki napędzały dwie śruby o stałym skoku. Zasięg pływania wynosił 2000 mil morskich przy prędkości 15,5 węzła, a w przypadku zabrania paliwa także do zbiorników paliwowo-balastowych zwiększał się do 4800 Mm. Według innych danych, zasięg wynosił 10 000 Mm przy prędkości 15 węzłów.

### Uzbrojenie
Uzbrojenie okrętów obejmowało dwie armaty uniwersalne kalibru 57 mm na dwudziałowej odkrytej podstawie ZIF-31B, umieszczonej przed nadbudówką. Ponadto miały one do samoobrony wyrzutnie pocisków przeciwlotniczych bliskiego zasięgu Strieła-3: trzy podwójne w przypadku proj. 1171/I, z zapasem 24 pocisków, lub dwie potrójne z zapasem 36 pocisków w pozostałych. W przypadku proj. 1171/I były one rozmieszczone na postumentach na rufie i na burtach na śródokręciu.
W serii III i IV dodano na dziobie 40-prowadnicową wyrzutnię A-215 niekierowanych pocisków rakietowych kalibru 122 mm Grad-M, z zapasem 80 pocisków, do ostrzeliwania brzegu. Według innych danych, uzbrojenie na „Nikołaju Filiczenkowie” stanowią dwie 22-prowadnicowe wyrzutnie takich pocisków. W serii IV dodano również cztery działka przeciwlotnicze kalibru 25 mm w dwóch podwójnie sprzężonych podstawach 2M-3M umieszczone na rufie.

## Służba
Okręty projektu 1171 wchodziły na uzbrojenie Marynarki Wojennej ZSRR od 1966 roku. Zostały rozdzielone pomiędzy wszystkie cztery główne floty (Czarnomorską, Bałtycką, Północną i  Oceanu Spokojnego. Początkowo otrzymywały oznaczenia BDK z numerami (nie nadawanymi kolejno) i nazwy (z wyjątkiem BDK-69), potem tylko nazwy.
- proj. 1171/I:  BDK-10 „Woroneżskij komsomolec” (późn. „Saratow”), BDK-6 „Krymskij komsomolec”, BDK-13 „Tomskij komsomolec”, BDK-62 „Komsomolec Karelii”,
- proj. 1171/II:  BDK-66 „Siergiej Łazo”, BDK-69 (późn. „Orsk”),
- proj. 1171/III:  BDK-77 „50 let szefstwa WŁKSM”, „Donieckij szachtior”, „Krasnaja Priesnia”, „Ilja Azarow”, „Aleksandr Torcew”, „Piotr Iljiczew”,
- proj. 1171/IV:  „Nikołaj Wilkow”, „Nikołaj Filiczenkow”[7].

Wszystkie dotrwały w służbie do rozpadu ZSRR w grudniu 1991 roku, po czym zostały przejęte przez Rosję. Okręty Floty Czarnomorskiej początkowo wchodziły w skład sił zbrojnych WNP. Jeden z nich „Ilja Azarow” został w Odessie zajęty przez Ukrainę i wszedł do służby w Marynarce Ukrainy pod nazwą „Rowno”. Podczas podziału Floty Czarnomorskiej, został oficjalnie przekazany Ukrainie.
W 2016 roku były w służbie rosyjskiej nadal cztery okręty – we Flocie Czarnomorskiej: „Saratow”, „Orsk” i „Nikołaj Filiczenkow”, a we Flocie Oceanu Spokojnego: „Nikołaj Wilkow”.
„Saratow” został zniszczony 24 marca 2022 roku w porcie w Berdiańsku podczas inwazji Rosji na Ukrainę.